# Lola T370
O T370 foi o modelo da Embassy Hill das temporada de 1974 e 1975 da Fórmula 1. Foi guiado por Guy Edwards, Peter Gethin, Graham Hill, François Migault e Rolf Stommelen.